# BioSerenity
BioSerenity est une startup française fondée en 2014 qui fournit des solutions de diagnostic et de monitoring des patients, allant de la capture des données via des dispositifs médicaux connectés tels que le Neuronaute et le Cardioskin, jusqu'à l'analyse des données via des outils d'intelligence artificielle permettant l'identification automatique de biomarqueurs numériques. La société s'est d'abord concentrée sur la Neurologie pour permettre les enregistrements EEG à domicile de longue durée,, avant de s'étendre aux troubles du sommeil et à la cardiologie.

## Histoire
BioSerenity est créé début 2014, par Pierre-Yves Frouin. Pierre-Yves Frouin est un ingénieur en informatique et électronique embarquée, diplômé de l'EFREI, et ayant reçu un diplôme MBA de l'INSEAD en 2011. Pierre-Yves Frouin rejoint le "Leadership program" dans la division diagnostic médical de Johnson&Johnson à la suite de l'Insead durant laquelle il est crédité comme l'inventeur du terme biomarqueur numérique (digital biomarker),. En 2013, alors que la division Ortho Clinical Diagnostics est mise en vente, Pierre-Yves Frouin quitte la société Johnson&Johnson pour fonder BioSerenity. Pierre-Yves Frouin est rejoint par Marc Frouin, entrepreneur, Hala Nasser, neuro-pédiatre. L'entreprise s'installe dans l'Institut du cerveau et de la moelle épinière, à Paris où elle se développe,. En 2019, BioSerenity annonce avoir racheté la société Américaine SleepMed et travailler avec plus de 200 hôpitaux.
En 2020, Bioserenity fait partie des cinq industriels français (Savoy, BB Distrib, Celluloses de Brocéliande, Chargeurs) sollicités fin avril par l’État pour épauler les fabricants historiques de l’Hexagone de production d'équipement sanitaire dont les masques FFP2.
En 2021, le Neuronaute serait utilisé par environ 30 000 patients par an.
En 2023, la société annonce avoir pris en charge plus d'un million de patients dans son histoire[réf. souhaitée].
En Août 2023, la société sort positivement d'un redressement en Novembre 2023 à la suite d'une prise de contrôle par le fonds de Capital Risque Jolt. Vincent Marcel prend le poste de Directeur Général. La société prendrait en charge 150 000 patients par an.
Vincent Marcel quitte l'entreprise au terme d'un an. Une holding nommée BioSerenity Group est créée au dessus de la société,.

### Levée de fonds
- 8 juin 2015 : La société lève un tour d'amorçage de 3 millions d'euros auprès de Kurma Partners et IdInvest Partners.
- 20 septembre 2017 : La société lève une série A de 15 millions d'euros auprès de LBO France, IdInvest Partners et Bpifrance[23]
- 18 juin 2019 : La société lève une série B de 65 millions d'euros auprès de Dassault Systèmes, IdInvest Partners, LBO France et Bpifrance[24]
- 10 novembre 2023 : La société reçoit un investissement de 20 millions d'euros de Jolt Capital et de 7 millions d'euros de LBO France, investisseur historique de la société[19].

## Récompenses et programmes d'accélération
- BioSerenity est sélectionnée par Microsoft et AstraZeneca pour leur initiative AI Factory for Health[25]
- BioSerenity est membre du Next40 en 2020, 2021, 2022[26][source insuffisante]
- BioSerenity a été accéléré par StartX, le programme d'accélération de Stanford[27][source insuffisante]
- En 2016, BioSerenity est une des entreprises du Disrupt 100 sélectionnée par un jury composé entre autres de Google, Uber, Microsoft Ventures[28][source insuffisante]